# Margaret Castro
Margaret Castro (22 de agosto de 1959) es una deportista estadounidense que compitió en judo.
Ganó tres medallas en el Campeonato Mundial de Judo entre los años 1982 y 1987, y tres medallas en el Campeonato Panamericano de Judo en los años 1985 y 1988. En los Juegos Panamericanos consiguió tres medallas en los años 1983 y 1987.

## Palmarés internacional
| Campeonato Mundial      | Campeonato Mundial            | Campeonato Mundial | Campeonato Mundial |
| Año                     | Lugar                         | Medalla            | Categoría          |
| ----------------------- | ----------------------------- | ------------------ | ------------------ |
| 1982                    | París (Francia)               | Medalla de plata   | +72 kg             |
| 1984                    | Viena (Austria)               | Medalla de bronce  | +72 kg             |
| 1987                    | Essen (RFA)                   | Medalla de bronce  | +72 kg             |
| Juegos Panamericanos    |                               |                    |                    |
| Año                     | Lugar                         | Medalla            | Categoría          |
| 1983                    | Caracas (Venezuela)           | Medalla de oro     | +72 kg             |
| 1987                    | Indianápolis (Estados Unidos) | Medalla de oro     | Abierta            |
| 1987                    | Indianápolis (Estados Unidos) | Medalla de plata   | +72 kg             |
| Campeonato Panamericano |                               |                    |                    |
| Año                     | Lugar                         | Medalla            | Categoría          |
| 1985                    | La Habana (Cuba)              | Medalla de oro     | +72 kg             |
| 1988                    | Buenos Aires (Argentina)      | Medalla de oro     | +72 kg             |
| 1988                    | Buenos Aires (Argentina)      | Medalla de oro     | Abierta            |